# Amarílio Borges Moreira
Amarílio Borges Moreira (Alegrete, 25 de março de 1931 – Porto Alegre, 18 de setembro de 2014) foi um político brasileiro.
Formou-se em arquitetura na Universidade Federal do Rio Grande do Sul (UFRGS) em 1957. Foi vereador e prefeito de Camaquã pelo Partido Trabalhista Brasileiro (PTB), de 1964 a 1969. Em 1970 foi eleito deputado estadual pelo Movimento Democrático Brasileiro (MDB), tendo sido reeleito para um segundo mandato em 1974.
Vereador de Camaquã (1961-1964) e deputado estadual, cumprindo dois mandados pelo MDB, atual PMDB (1971-1974; 1975-1979), após ter concluído sua gestão na prefeitura (1964 -1968). Eleito vice-prefeito pelo PTB, no final de 1963, ele assumiu o Poder Executivo em março de 1964, logo após o prefeito Hilson Scherer Dias ter seus direitos políticos cassados pelo regime ditatorial, que começava a vigorar. 
Natural de Alegrete, Amarílio morou na infância em Encruzilhada do Sul. Formado em arquitetura pela UFRGS, veio atuar profissionalmente em Camaquã. Entre seus colegas de curso na faculdade, esteve Jaime Lerner, mais tarde eleito prefeito de Curitiba e governador do Paraná.